# Nguyên âm đôi
Một nguyên âm đôi là sự kết hợp của hai nguyên âm kế nhau trong cùng một âm tiết. Về cơ bản, nguyên âm đôi là một nguyên âm với hai mục tiêu khác nhau, như thế để lưỡi (và/hoặc các cơ quan nói khác) có thể di chuyển trong khi phát âm nguyên âm. Ví dụ, trong nhiều phương ngữ của tiếng Anh, cụm từ no highway cowboys /ˌnoʊ ˈhaɪweɪ ˈkaʊbɔɪz/ có năm nguyên âm đôi khác nhau, nằm tương ứng trong năm âm tiết.
Nguyên âm đôi được phân biệt với nguyên âm đơn, khi mà lưỡi và cơ quan nói khác không di chuyển và âm tiết chỉ gồm một âm vị nguyên âm duy nhất. Ví dụ, trong tiếng Việt, từ lý gồm một nguyên âm đơn với một thanh điệu (phát âm tiếng Việt: [li˧˥]), trong tiếng Anh, từ ah phát âm là một nguyên âm đơn dài (/ɑː/), còn ow được phát âm như nguyên âm đôi (/aʊ/) trong hầu hết phương ngữ. Khi hai nguyên âm đứng cạnh nhau trong hai âm tiết khác nhau—ví dụ, trong từ re-elect tiếng Anh—thì ta có một khoảng dừng, không phải nguyên âm đôi.
Nguyên âm đôi thường được tạo ra từ việc các nguyên âm đơn "hòa" vào nhau khi nói nhanh trong đối thoại. Nhưng, có nhiều nguyên âm đôi "nhất thể", như "ưa" tiếng Việt (phát âm tiếng Việt: [ɨə˧˧]) và trong cụm từ ví dụ tiếng Anh bên trên, khi mà người nghe cảm thấy chúng như là những âm vị.